# تشارلز إم. كونلون
تشارلز إم. كونلون (بالإنجليزية: Charles M. Conlon)‏ هو مصور أمريكي، ولد في 1868، وتوفي في 1945.